# Филипп I (царь Македонии)
В Википедии есть статьи о других царях с именем Филипп Македонский.
Филипп I Македонский (др.-греч. Φίλιππος, лат. Philippus) — македонский царь, правивший в VII веке до н. э.
Филипп был сыном царя Аргея. Третий македонский царь в династии Аргеадов правил по Евсевию Кесарийскому 38 лет (в других переводах 35 лет). Марк Юниан Юстин упоминает, что смерть его была преждевременной, возможно пал в битве: «В это время у македонян непрерывно шли войны с фракийцами и иллирийцами. Закалившись в этих боях, точно в ежедневных воинских упражнениях, македоняне внушали своим соседям страх славой о своих бранных подвигах.»